# Cephalodella paxi
Cephalodella paxi är en hjuldjursart som beskrevs av Wulfert 1959. Cephalodella paxi ingår i släktet Cephalodella och familjen Notommatidae. Inga underarter finns listade i Catalogue of Life.